# Elisabeth Loewe
Elisabeth Loewe (* 21. Juni 1924 in Breslau; † 1996 in Bremen) war eine deutsche Malerin des Nachexpressionismus.

## Leben
Elisabeth Loewe wurde in Breslau als Kind jüdischer Eltern geboren. Sie erkrankte als Neunjährige an Kinderlähmung, die eine schwere körperliche Behinderung mit sich brachte. Noch 1939 gelang es den Eltern, Breslau in Richtung Chile zu verlassen, wo sich die Familie eine neue Existenz aufbaute.
Das Bundesgesetz zur Entschädigung für Opfer der nationalsozialistischen Verfolgung garantierte Elisabeth Loewe ein Stipendium an der Universität Heidelberg, wo sie ab 1958 Psychologie studierte. Eine Psychoanalyse wies ihr den Weg zur Malerei. 1961 begann sie ein Kunststudium an der Hochschule für Bildende Künste, Berlin bei den Professoren Ernst Schumacher, Peter Janssen, Hans Jaenisch und Rudolf Bednarczik.  Seit 1970 lebte sie als freischaffende Malerin in Bremen.
Ihre Malerei zeigt eine stilistische Verbindung von südamerikanischer Volkskunst und der Ausdrucksform jüdischer Kunst Osteuropas. Ihre Themen findet sie vornehmlich in russischen Märchen und in der jüdischen Mythologie.

## Ausstellungen
- 1964: Haus am Lützowplatz, Berlin
- 1965: Rathaus Schöneberg, Berlin; Galerie Hamburg 13
- 1966: Galerie Neupert, Zürich
- 1967: Galerie Hamburg 13
- 1969: Galerie Vallombreuse, Biarritz
- 1970: Galerie Mouffe, Paris
- 1971: Paula Modersohn-Becker Museum, Bremen
- 1973: Deutsch-Ibero-Amerikanische Gesellschaft, Frankfurt am Main
- 1975: Kunsthalle Bremen
- 1983: Neue Worpsweder Galerie Worpswede; Villa Ichon, Bremen
- 1987 und 1987: Galerie Steinbrecher, Bremen
- 1990: Haus der Bürgerschaft
- 1995: Galerie im Park, Bremen
- 1996: Kunstverein Langenhagen
- 1997: Galerie Steinbrecher und Kunstverein Achim mit Dagmar Calais
- 1998: Kunsthaus Knapstein und Rathaus Sundern (Sauerland)

## Auszeichnungen
- 1970: Ehrendiplom des internationalen Herbstsalons in Biarritz